# Relaciones Australia-Guatemala
Las relaciones Australia-Guatemala son las relaciones internacionales entre Australia y Guatemala. Los dos países establecieron relaciones diplomáticas entre sí el 7 de enero de 1993.

## Misiones diplomáticas
Guatemala tiene una embajada residente en Australia, mientras que Australia mantiene como un embajador concurrente para Guatemala desde México.
Actualmente no mantienen ningún acuerdo de inversión entre sí y los principales productos de exportación de Guatemala a Australia es el café que constituye el 69%, seguido de cardamomo y ajonjolí que forman parte del 18%. Australia importa a Guatemala mayormente productos lácteos (42%) y maquinaria (27%).